# Budki Podkońcarskie
Budki Podkońcarskie – przysiółek wsi Ciecierówka w Polsce, położony w  województwie mazowieckim, w powiecie lipskim, w gminie Rzeczniów.
W latach 1975–1998 przysiółek administracyjnie należał do województwa kieleckiego.